# Авіаційна астрономія

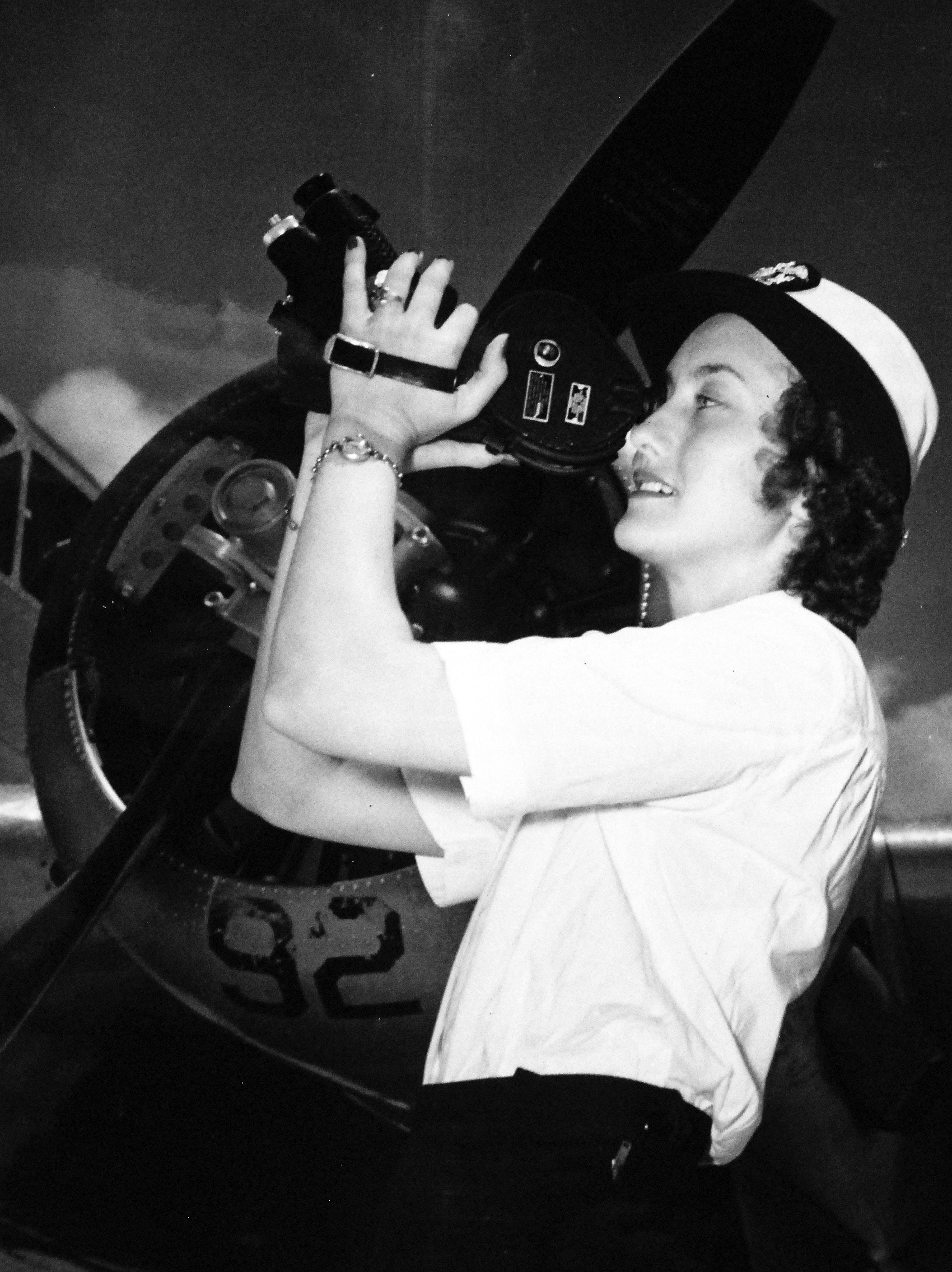
Майбутня інструкторка з авіаційної навігації на заняттях з

Авіаці́йна астроно́мія (також повітняна астрономія) — розділ астрономічної навігації, що розробляє методи навігації літака в польоті за положеннями небесних тіл. В середині XX століття методи авіаційної астрономії особливо широко використовувались під час польотів в полярних районах, бо давали можливість орієнтації без допомоги наземних пристроїв. Зараз системи GPS дають вищу точність, ніж здатна дати авіаційна астрономія.

## Методи
Авіаційна астрономія націлена на автономне визначення положення літака без допомоги наземних пристроїв шляхом спостереження небесних тіл. Щоб робити це максимально швидко, в докомп'ютерну еру авіаційна астрономія уникала громіздких обчислень та ґрунтувалась на застосуванні спеціальних таблиць. 
Спостереження небесних світил виконувались за допомогою секстантів, час визначався за допомогою точного годинника — хронометра. Щоб полегшити знаходження горизонту, використовувався бульбашковий октант.
Пізніше були створені автоматичні астроорієнтатори, що здійснювали автоматичну пеленгацію світил та самі виконували потрібні обчислення.

## Історія

Маршрут першого перельоту Південної Атлантики 1922 року, в якому для навігації використовувалась авіаційна астрономія

Авіаційна астрономія базувалась на методах, розвинутих для астрономічної навігації човнів, і в перші десятиліття розвитку авіації успішно конкурувала з іншими методами визначення положення літака. Особливе значення ворна набула під час трансокеанських перельотів, коли втрачалася можливість навігації за наземними орієнтирами.
Перший переліт Південної Атлантики 1922 року, здійснений португальськими льотчиками Гагою Коутіньо і Сакадурою Кабалом, став першим трансатлантичним перельотом, що повністю полягався на автономні методи навігації, незалежні від земних радіомаяків, — зокрема на авіаційну астрономію.
1924 року в США вийшов огляд Бейга, в якому обговорювались авіаційні застосування хронометрів і секстантів різних конструкцій і методи обробки результатів спостережень.
Перше в СРСР визначення положення літака за допомогою астрономічних методів виконав 1927 року співробітник аеронавігаційного відділу А. Н. Волохов. З 1930 року в СРСР щорічно складалися Астрономічні календарі для авіації, а 1934 року вийшов перший посібник з авіаційної астрономії — «Руководство по воздушной астрономии» Леоніда Сергєєва.
Особливо важливою областю застосування авіаційної астрономії стали полярні польоти, де відстань до наземних радіомаяків була занадто велика, а магнітний компас працював ненадійно через близькість магнітного полюса. Так Іван Спірін, головноий штурман Північної полярної експедиції, що доставила на Північний полюс групу Івана Папаніна у травні 1937, згадував: «Єдино точною і незмінно безвідмовною ми вважаємо лише повітряну астрономію, і це цілком підтвердилося в нашому перельоті на Північний полюс; тільки вона рятувала нас у важкі хвилини, вела і точно привела до наміченої мети».
В середині 1930-х років в СРСР був створений сонячний вказівник курсу (СУК, рос. «солнечный указатель курса») — прототип майбутнього астрономічного компаса. Він успішно використовувався в багатьох радянських полярних польотах.
В 1950-х роках вищий рівень розвитку електроноки й автоматики дозволив створити астрокомпаси й астроорієнтири, здатні автоматично пеленгувати небесні світила, розраховувати курс і координати літака. Стало можливим об'єднувати астрономічний компас з магнітним і гіроскопічним компасами в єдину курсову систему.

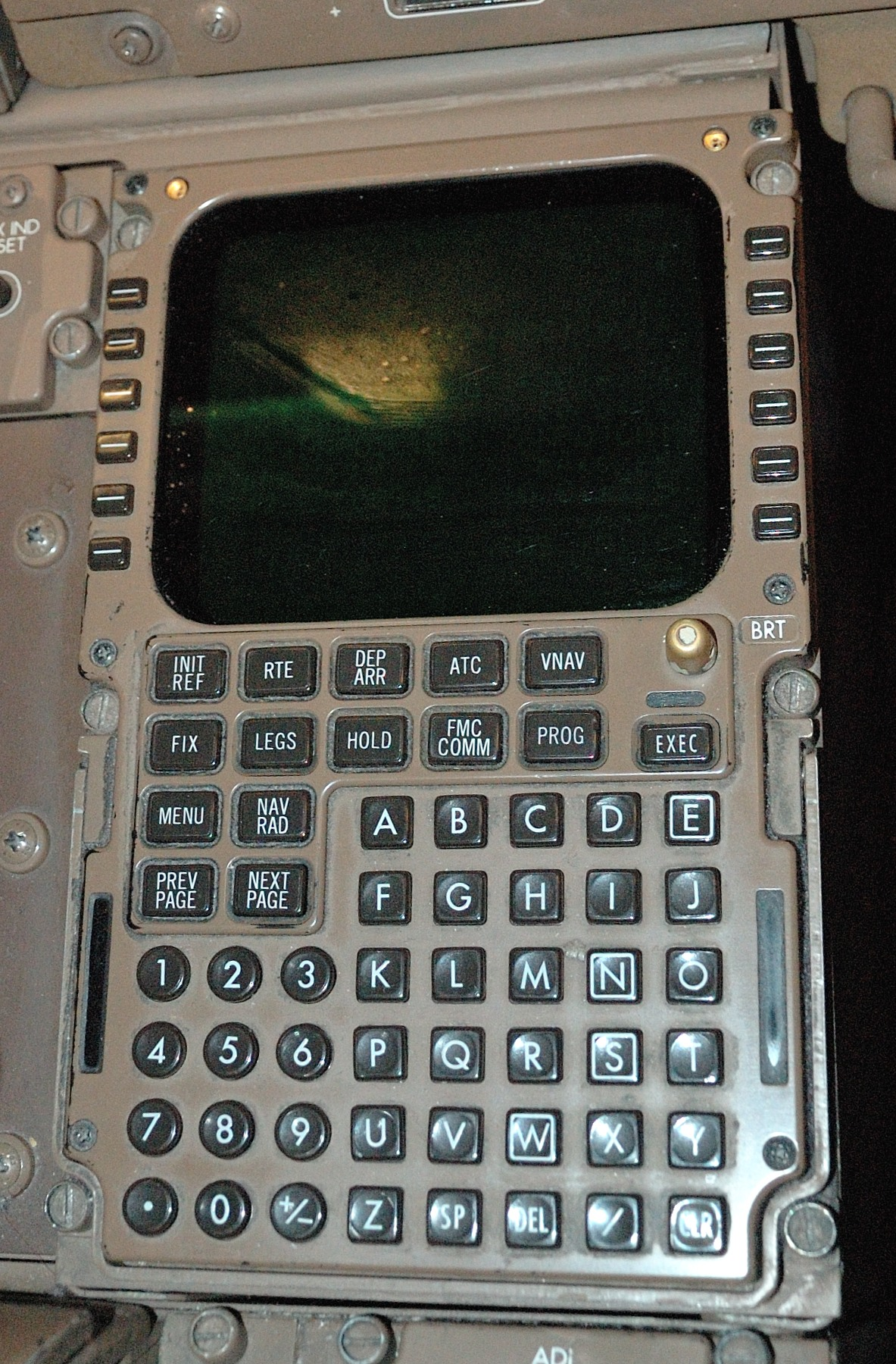
Сучасні системи управління польотом, подібні зображеній Honeywell Pegasus на Boeing 767, вже не використовують даних авіаційної астрономії

В 1970-ті роки розроблялись методи пеленгації зір в дневний час, розроблялись сонячні радіосекстанти, вдосконалювались прилади для автоматичних розрахунків.
Використання супутникових сигналів для навігації літаків також спочатку вважалось складовою частиною авіаційної астрономії. Саме ці супутникові технології призвели до появи сучасних систем GPS, які зробили більшість інших методів авіаційної астрономії непотрібними.